# Haus (Styria)
Haus (hist. Haus im Ennstal) – gmina targowa w środkowej Austrii, w kraju związkowym Styria, w powiecie Liezen, wchodzi w skład ekspozytury politycznej Gröbming. Liczy 2398 mieszkańców (1 stycznia 2015). Baza narciarska i ośrodek sportowy.
Odbywają się tu zawody Pucharu Świata w narciarstwie alpejskim. Łączna długość tras narciarskich wynosi 115 km, obsługiwane są przez 52 wyciągi.